# Giacomo Bassi
Giacomo Bassi (Gottro, 18 marzo 1896 – Gottro, 18 agosto 1968) è stato un funzionario italiano, proclamato Giusto tra le nazioni per aver salvato i cinque componenti di una famiglia di ebrei milanesi dai rastrellamenti che insanguinavano l'Europa durante la seconda guerra mondiale (l'Olocausto).

## Biografia

Carta d'identità falsa di Nissim Contente

Giacomo Bassi nacque il 18 marzo 1896 a Gottro, piccola comunità affacciata sul Lago di Piano situata sulle Prealpi Lepontine e oggi frazione del comune di Carlazzo. Già il padre esercitava la professione nell'amministrazione pubblica ricoprendo anch'egli la carica di segretario comunale. Frequentò il collegio dei Salesiani di Sondrio, dove conseguì il diploma di geometra.
Durante la prima guerra mondiale fu inviato sul fronte come ufficiale di fanteria addetto agli approvvigionamenti del battaglione. Al termine della prima guerra mondiale si iscrisse alla facoltà di Farmacia presso l'ateneo di Pavia conseguendo la laurea nel 1927. Intraprese successivamente la carriera professionale nella pubblica amministrazione, in qualità di segretario comunale. Nel 1930 ottenne una seconda laurea in Medicina veterinaria.

Carta d'identità falsa della madre di Nissim Contente

Nel 1942 Giacomo Bassi fu trasferito dal comune di Brugherio a quello di San Giorgio su Legnano, dove rimase fino al 1945 ricoprendo la sua carica, nel contempo, anche nel vicino comune di Canegrate. Durante questo incarico, nascose una famiglia di ebrei milanesi (la famiglia Contente: genitori e tre figli) nella scuola primaria di San Giorgio su Legnano (attuale sede del municipio) fornendo loro documenti di identità falsi e provvedendo a dare, per quindici mesi, continua assistenza morale e materiale fino alla liberazione.
Giacomo Bassi morì nel 1968 e fu tumulato nel cimitero del suo paese natale, Gottro. Per la sua generosa azione il 6 settembre 1998 lo Stato d'Israele conferì a Giacomo Bassi il massimo riconoscimento, proclamandolo Giusto tra le nazioni a Yad Vashem. A Giacomo Bassi è stata dedicata la sala consiliare di San Giorgio su Legnano, la biblioteca comunale di Canegrate e un giardino pubblico del comune di Seveso.